# Distretto di Tovuz
Il distretto di Tovuz (in azero Tovuz rayonu) è un distretto dell'Azerbaigian, con capoluogo Tovuz.